# Iviraiva pachyura
Iviraiva pachyura är en spindelart som först beskrevs av Cândido Firmino de Mello-Leitão 1935. 
Iviraiva pachyura ingår i släktet Iviraiva och familjen Hersiliidae. Inga underarter finns listade i Catalogue of Life.